# 中海怡翠山莊
中海怡翠山莊（COLI Greenery Villas），常被簡稱作「中海怡翠」，位於廣東省深圳市龍崗區布吉街道布龍路，是中海地產（深圳）有限公司旗下樓盤。小區佔地面積約28萬平方米，總建築面積約30萬平方米，分4期發展，共3207個單位，可容納一万餘人居住。於1997年7月8日開盤，2002年3月9日入伙。

## 特色
- 山景項目，容積率低。
- 社區内有一因自然地勢而成的峽谷——怡翠谷。
- 底層戶型具備私家花園，頂樓配有私家天台花園。

## 交通
社區在建設之初交通比較不便，但布龍路和南坪快速路建成後，交通問題大大改善。深圳地铁5号线通車後，社區居民將可以選擇到上水徑村附近搭乘地鐵。

### 巴士
- 中海怡翠站（正門）
- 茵悦之生站（西北門）
- 三聯村站（東北門）

### 地鐵
- 5号线：上水徑站

## 新聞事件

### 赶走龙城物业引进万科物业
中海怡翠建成以来一直是中海物业进行服务，在2011年到2012年之间，因为中海物业要涨物业费和小区业主未达成一致，最终中海物业于2012年4月30日退出，龙城未经正当程序突然接手小区物业管理，三年来管理极差，甚至破坏小区各种已有资源牟取私利，造成全体业主一致反对，进入2015年后，全体业主决定赶走龙城，用拒交物业费，小区内组织赶走龙城示威游行，不断诉讼政府各种方式，最终迫使龙城物业于2016年初主动退出，退出后小区引进了万科物业，各项管理和服务才开始恢复，目前依然是万科物业管理。

### 爭取地鐵上水徑站復建
於規劃建設深圳地鐵5號線時，有關方面曾一度要取消上水徑站，引起小區居民的強烈反對，部分居民在論壇發表自己的看法，並聯合附近小區居民向政府相關部門遞交了材料，最終成功促使上水徑站恢復建設。有受惠的中海怡翠山莊居民走進市人大、市政府、市規劃局、市信訪辦，對恢復上水徑地鐵站的建設表示感謝。

## 周邊
- 上水徑站
- 三聯玉石文化村
- 茵悦之生花園
- 麗湖花園
- 紅星美凱龍布吉店
- 布龍路
- 水官高速